# Luis Wybo Alfaro
Luis Urbano Alfonso Wybo y Alfaro (* 13. Mai 1942 in Mexiko-Stadt) ist ein ehemaliger mexikanischer Botschafter. 1986 war er in Rumänien eingesetzt und wurde mit einer nach Tudor Vladimirescu benannten Auszeichnung bedacht.
In seiner Amtszeit als Botschafter in Peking besuchte Jiang Zemin im Dezember 1997 Ernesto Zedillo Ponce de León in Mexiko.
1999 wurde Luis Wybo Alfaro Vertreter der mexikanischen Regierung beim Organismo para la Proscripción de las Armas Nucleares en la América Latina y el Caribe (OPANAL) ein Gremium das über die Einhaltung des Vertrag von Tlatelolco wacht.

## Veröffentlichungen
- De Burundi a Moldavia y de Bengala a México : Un panorama geopolítico de fronteras / 1994[3]

| Vorgänger              | Amt                                                                                              | Nachfolger          |
| ---------------------- | ------------------------------------------------------------------------------------------------ | ------------------- |
| Alfredo Ramírez Araiza | Mexikanischer Botschafter in Peking ernannt 19. Juni 1995, akkreditiert:28. August 1995 bis 1999 | Cecilio Garza Limón |